# Wilhelm Güthling
Wilhelm August Karl Güthling (* 5. März 1906 in Calau; † 15. Oktober 1971 in Siegen) war Archivar und Historiker. Er leitete das Stadtarchiv von Siegen und arbeitete zur Regionalgeschichte des Siegerlands.
Güthling absolvierte seine Ausbildung am Preußischen Institut für Archivwissenschaft. Seine erste Anstellung fand er 1933 am Stadtarchiv Düsseldorf. 1938 wechselte er ans Reichsarchiv in Potsdam. Nach Kriegsende wirkte er an der Archivberatungsstelle Westfalen in Münster. Seine frühen wissenschaftlichen Arbeiten konzentrierten sich auf französische und luxemburgische Geschichte sowie historische Kartographie.
1949 wurde Güthling Leiter des Museums des Siegerlands, des Stadtarchivs und der Stadtbibliothek Siegen. 1956 erhielt er den Titel eines Archivdirektors und konzentrierte sich fortan auf die Arbeit für das Stadtarchiv und die wissenschaftliche Bücherei Siegen. Ab 1958 leitete Güthling die Forschungsstelle Siegerland. Er war Gründungsherausgeber der Schriftenreihe Siegerländer Beiträge zur Geschichts- und Landeskunde und Chefredakteur von Siegerland, der Zeitschrift des Siegerländer Heimat- und Geschichtsvereins. Zudem fungierte er als Geschäftsführer des Vereins. Seit dem 24. November 1950 war Güthlinng ordentliches Mitglied der Historischen Kommission für Westfalen.
Von 1950 an konzentrierten sich seine geschichtswissenschaftlichen Arbeiten auf das Siegerland, wobei die Wirtschaftsgeschichte der Region mit der großen Bedeutung von Bergbau und Eisenverarbeitung einen Schwerpunkt darstellte. Seine ortsgeschichtlichen Arbeiten befassten sich auch mit dem Westerwald.
Zum 1. Mai 1933 war Güthling der NSDAP beigetreten (Mitgliedsnummer 2.637.248). Im gleichen Jahr wurde er auch Mitglied der SA. Im Entnazifizierungsverfahren gab er an, aus wirtschaftlichen Gründen der Partei beigetreten zu sein.